# Cercotrichas minor
Cercotrichas minor là một loài chim trong họ Muscicapidae.